# Echipa națională de rugby a Ucrainei
Echipa națională de rugby a Ucrainei reprezintă Ucraina în meciurile internaționale de rugby. A jucat primul său meci cu Georgia în 1991, pierzând întâlnirea cu scorul de 15-19. Din luna noiembrie 1992 este membră a FIRA-Asociația Europeană de Rugby și evoluează în Divizia 1B al Cupei Europene a Națiunilor. Nu s-a calificat niciodată la Cupa Mondială de Rugby. Până în octombrie 2015, este clasată pe locul 31 în clasamentul World Rugby.

## Legături externe
- uc  Site-ul oficial al Federației de Rugby din Ucraina
- en  Ucraina Arhivat în 19 martie 2015, la Wayback Machine. la Rugby Europe